# Сысуев, Юрий Николаевич
Ю́рий Никола́евич Сысу́ев (род. 6 февраля 1949, Воздвиженка, Уссурийский район, Приморский край, СССР) — военно-морской деятель СССР и России, адмирал (12.06.2004), кандидат военных наук, доцент.

## Биография
Окончил Каспийское высшее военно-морское училище имени С. М. Кирова (1966—1971), Высшие специальные офицерские классы ВМФ (1975—1976), Военно-морскую академию имени Маршала Советского Союза А. А. Гречко (1980—1982), Высшие академические курсы Военной академии Генерального штаба Вооружённых Сил (1995—1996).
Службу проходил командиром БЧ-1 (1971—1975), старшим помощником командира (1976—1977) подводной лодки «С-365», командиром подводной лодки «С-224» (08.1977—1980), командиром 305-го экипажа подводной лодки (06.1982—07.1985), заместителем командира 28-й дивизии подводных лодок (1985—1989), командиром 28-й дивизии подводных лодок (1989—1991) Тихоокеанского флота, заместителем командира (1991 — декабрь 1992) и командиром (декабрь 1992 — декабрь 1993) 5-й оперативной эскадры Черноморского флота, командиром Керченско-Феодосийской военно-морской базы (декабрь 1993 — декабрь 1994) — начальником 31-го Научно-исследовательского центра ВМФ (декабрь 1993—1999), начальником Высших специальных офицерских классов ВМФ (1999 — май 2003), начальником Военно-морской академии имени Адмирала Флота Советского Союза Н. Г. Кузнецова (май 2003—2008).
Контр-адмирал (1992), вице-адмирал (15.11.1996).
С 2009 года — председатель Региональной общественной организации «Клуб адмиралов и генералов ВМФ» Санкт-Петербурга. Член Совета Ассоциации общественных организаций ветеранов военно-морского флота.
Награждён советским орденом Красной Звезды и орденами РФ «За военные заслуги» (1999), «За морские заслуги» (13.02.2006), медалями.